# Bettina Müller-Weissina
Bettina Müller-Weissina, född 12 juli 1973, är en friidrottare från Österrike. Hon deltog vid olympiska sommarspelen 2004.